# اورنیانو
اورنیانو (به ایتالیایی: Urgnano) یک کومونه در ایتالیا است که در استان برگامو واقع شده‌است.

## خصوصیات
اورنیانو ۱۴٫۰ کیلومترمربع مساحت و ۸٬۷۰۴ نفر جمعیت دارد و ۱۷۳ متر بالاتر از سطح دریا واقع شده‌است.